# ChessGames.com
 (mai 2023).
ChessGames.com est à la fois une base de données et une communauté en ligne consacrées au jeu d'échecs. Il contient plus de 700 000 parties d'échecs et plus de 200 000 membres dont plus de 12 000 actifs,. Le site publie quotidiennement des articles sur les parties jouées, tels la partie du jour (Game of the Day) et le casse-tête du jour (Puzzle of the Day), piochés dans la base de données. Plusieurs importants joueurs d'échecs en sont membres, telle Susan Polgar.
L'inscription est gratuite et permet aux membres d'échanger sur tout ce qui touche au jeu d'échecs. Les membres peuvent aussi créer une collection de parties et rédiger leur notice biographique. Il est aussi possible de publier des parties selon la notation Forsyth-Edwards.
Depuis le début de 2006, le site propose un jeu, le ChessBookie, qui permet aux inscrits de parier de la monnaie de singe (des chessbucks) sur les évènements survenant dans les compétitions échiquéennes.
Le site offre aux membres payants les services suivants : analyse de débuts et de fins de partie, et sélection de parties avec sacrifice de pièces.
Un sondage de 2005 mené auprès de 1 000 membres révèle que plus de 97 % sont des hommes. Le classement Elo médian est dans la fourchette 1600-1799.
Comme plusieurs bases de données en ligne, ChessGames.com contient des erreurs. À quelques occasions, des coups sont mal notés, mais les erreurs les plus communes surviennent avec le nom des joueurs, enregistrés sous deux noms (par exemple, « Bernd Stein » et « Stein Bernd »).[réf. nécessaire]